# Bonmot
Bonmot (fr. bon mot: dobré slovo, pikantnost) lze vyložit jako vtipné slovo, vtip, rčení nebo také úsloví. Často se objevuje jako krátký citát známé osobnosti se satirickým podtextem.
V českém prostředí vešlo slovo bonmot v širší známost zejména v souvislosti s působením Miloše Zemana a jeho způsobem vyjadřování.